# Jean Decoux
Jean Decoux, francoski admiral, * 5. maj 1884, † 21. oktober 1940.